# Rose Hill (Illinois)
Rose Hill – wieś w Stanach Zjednoczonych, w stanie Illinois, w hrabstwie Jasper.